# Ruth Lorenzo
Ruth Lorenzo Pascual (Las Torres de Cotillas, Murcia, 10 de noviembre de 1982)  es una cantante, compositora, presentadora española y actriz conocida por su participación en el concurso The X Factor en 2008 y por representar a España en el Festival de Eurovisión en 2014.
En 2014 fue elegida en una gala de preselección en la que competía con otros 4 candidatos para representar a España en el Festival de Eurovisión 2014 con el tema «Dancing in the Rain», donde finalizó en novena posición (empatada a 74 puntos con Dinamarca, pero votada por menos países). En octubre de ese mismo año, lanzó su álbum debut, Planeta azul que logró alcanzar el n.º 1 en iTunes España.  Este disco fue reeditado bajo el título Planeta azul: edición especial en 2015, añadiendo en la reedición versiones de canciones del disco anterior y temas inéditos, alcanzando el top 3 en las listas de ventas españolas. Tras haber realizado dos giras a nivel nacional y haber participado en el programa de Atresmedia, Tu cara me suena 4, donde resultó ganadora, anuncia en septiembre de 2016 que será la encargada de cantar el himno del concierto "Por Ellas" (22 de octubre de 2016) organizado por Cadena 100 para recaudar fondos para la investigación del cáncer de mama. La canción, llamada «Voces», de su autoría, fue n.º 1 en iTunes y desde su salida contó un gran apoyo por parte de sus fanes en las redes sociales. El 19 de octubre de 2016, también para recaudar fondos para el cáncer de mama, batió un récord Guinness al realizar ocho conciertos en 12 horas en ocho ciudades distintas (Murcia, Hellín, Albacete, Villarobledo, Manzanares, Consuegra, Toledo y Madrid).
Lorenzo lanzó su segundo trabajo discográfico, Loveaholic el 9 de marzo de 2018. Su primer sencillo titulado «Good Girls Don't Lie», había sido publicado el 13 de octubre de 2017, entrando directo al n.º 1 en las listas de ventas de las principales plataformas digitales. Antes de la publicación del disco, fue descubriendo en plataformas digitales algunos de los temas de manera semanal. El álbum incluye una colaboración con el guitarrista Jeff Beck.
En julio de 2019, Adrián Campos Campillo publica “Un pequeño gigante”, un libro sobre el acoso escolar donde se menciona la inspiración de algunas cantantes entre las que se encuentra Ruth Lorenzo, por lo que decidió enviarle un ejemplar y la cantante se hizo eco de la obra y el talento del escritor.
En 2024, Ruth Lorenzo forma parte del elenco de la obra "Medusa" en el 70º Festival Internacional de Teatro Clásico de Mérida.

## Biografía

### Primeros años
Ruth Lorenzo nació el 10 de noviembre de 1982 en el barrio de Los Pulpites, del pueblo de Las Torres de Cotillas, Región de Murcia. Desde muy pequeña se sintió muy atraída por el mundo de la música. Cuando escuchó, por primera vez, el musical Annie, Ruth dijo que le gustaría cantar esas canciones en inglés, a pesar de no saber qué decían. Cuando tenía seis años descubrió el mundo de la ópera al escuchar a Montserrat Caballé. A la edad de 9 años se tuvo que trasladar a Estados Unidos con su familia, esto supuso su primer contacto con la música en la escuela. Una vez en Estados Unidos y debido a la insistencia de sus profesores comenzó a acudir a cástines para conseguir papeles en musicales y logró participar en El fantasma de la ópera y My Fair Lady.
A los 16 años regresó a España y comenzó a recibir clases de canto en Murcia con el profesor Juan Gallego Moya, pero pronto las tuvo que dejar debido a los problemas financieros de su familia. 
Con 19 años fundó una banda de rock con la que realizó una gira por España durante tres años para después empezar su carrera en solitario. En 2002 se presentó a las audiciones para participar en la segunda edición de Operación Triunfo sin lograr entrar en el concurso. Después de esto, firmó un contrato con Polaris World para actuar durante el verano y trabajar como relaciones públicas.

### 2008-2013:The X Factor, primeros sencillos y popularidad
En el 2008 participó en el casting de la quinta edición de The X Factor. La primera canción que cantó fue «(You Make Me Feel Like) A Natural Woman» y con ella consiguió el pase por parte del jurado (Simon Cowell, Cheryl Cole, Dannii Minogue y Louis Walsh). De nuevo superó el reto del BootCamp y se clasificó para la última fase del casting, que se llevó a cabo en Saint-Tropez. Fue encuadrada en la categoría Over-25s y tuvo como mentora a Dannii Minogue. Después de realizar una versión de «True Colors», cantó en español. En ese momento, Minogue decidió que era una de las tres elegidas para llegar a la fase final del programa, los Live Shows.
En el concurso, a pesar de no contar con una región británica que la apoyase, fue consiguiendo seguidores con sus actuaciones, recibiendo halagos de gente como el propio Simon Cowell, de la actriz Judi Dench, del actor Johnny Depp, del grupo de música Take That, o incluso, del entonces primer ministro británico, Gordon Brown.
Durante el transcurso del programa, estuvo dos veces en riesgo de ser eliminada, la primera fue salvada por el público, al producirse un Punto muerto. Lorenzo realizó una versión de «Purple Rain», que dio lugar a un fenómeno viral con varios millones de visitas diarias a los vídeos de su actuación en Youtube, aunque finalmente estos vídeos tuvieron que ser borrados a petición de los abogados de Prince, el autor original de la canción. La segunda vez fue salvada por el jurado, interpretando una versión del tema de Bob Dylan, «Knockin' on Heaven's Door». La cantante llegó hasta las semifinales, siendo eliminada a dos galas de la final cuando solo votaba el público; y a pesar de que, según la opinión del jurado, su última actuación en el programa (cantando «Always») había sido la mejor interpretación de esa edición de The X Factor, y una de las mejores de la historia de The X Factor. Finalmente, Ruth quedó en quinta posición. Su edición de The X Factor resultó un fenómeno social de masas en el Reino Unido, alcanzando picos de audiencia de más de 15 millones de espectadores.
El éxito generado por su participación en el concurso la llevó a ser una de las favoritas para representar a Reino Unido en Eurovisión en Moscú, Rusia. Finalmente fue la delegación irlandesa la que le ofreció representar a Irlanda en el festival ese mismo año. Ella rechazó la proposición alegando que aún no estaba preparada.
Tras acabar el concurso, Ruth Lorenzo realizó varios conciertos en Reino Unido e Irlanda, durante los meses de diciembre de 2008 y enero de 2009. Durante febrero y marzo de 2009 estuvo de gira con varios de sus compañeros de edición en el X Factor Live. El 30 de abril de 2009, después de actuar en Bubblegum Clubs 15th Anniversary Party en el The Dandelion Pub de Dublín, anunció que había firmado un contrato discográfico con Virgin Records / EMI para publicar su primer disco antes de finales de año. Esto provocó un disgusto a Simon Cowell por no haber firmado por su compañía, aunque según la propia Lorenzo, nunca le llegó a ofrecer un contrato. Asimismo, el cantante de Aerosmith, Steven Tyler aceptó escribir alguna canción para ella y, Slash y Carlos Santana escribieron su sencillo debut, que se lanzaría a finales de 2009.
Durante ese año, alternó las grabaciones de su primer trabajo con nuevos conciertos. El 11 de julio cantó en el Hamilton Park Racecourse con sus compañeros de edición de The X Factor, Diana Vickers y JLS (banda de pop). El 8 de agosto actuó en el Ashfield Show en Sutton-in-Ashfield, Nottinghamshire. El día 28 de agosto realizó un concierto benéfico con Polaris World en Murcia, destinado a Polaris World Projects en África. El 14 de noviembre de 2009 actuó en el Paisley Christmas Lights Switch On Event, llevado a cabo en Paisley Town Centre.
A finales de año comenzó a despegar su carrera musical en España. La cadena de televisión Cuatro le propuso que escribiera una canción para su nueva serie de sobremesa, Valientes. Ella aceptó y compuso una canción para la apertura de la serie, «Quiero ser valiente», y otra para los créditos finales titulada «Te puedo ver». Para darle mayor promoción, Ruth actuó el 22 de enero de 2010 en el programa Fama ¡a bailar!, siendo esta su primera actuación para el público español, no obstante, no logró demasiada repercusión.
En julio de 2010 Lorenzo reveló, en el programa Style Queen de ITV2, que compuso varias canciones para el álbum regreso de Dannii Minogue, una de ellas titulada «Because You Are Beautiful». Pasado el verano y sin noticias de su primer álbum debut, Ruth Lorenzo publicó una entrada en su blog en la que confirmó que debido a «diferencias creativas» rompe su contrato con Virgin Records / EMI, dejando parada la producción de su disco y rechazando un contrato de 1,000,000 de libras.

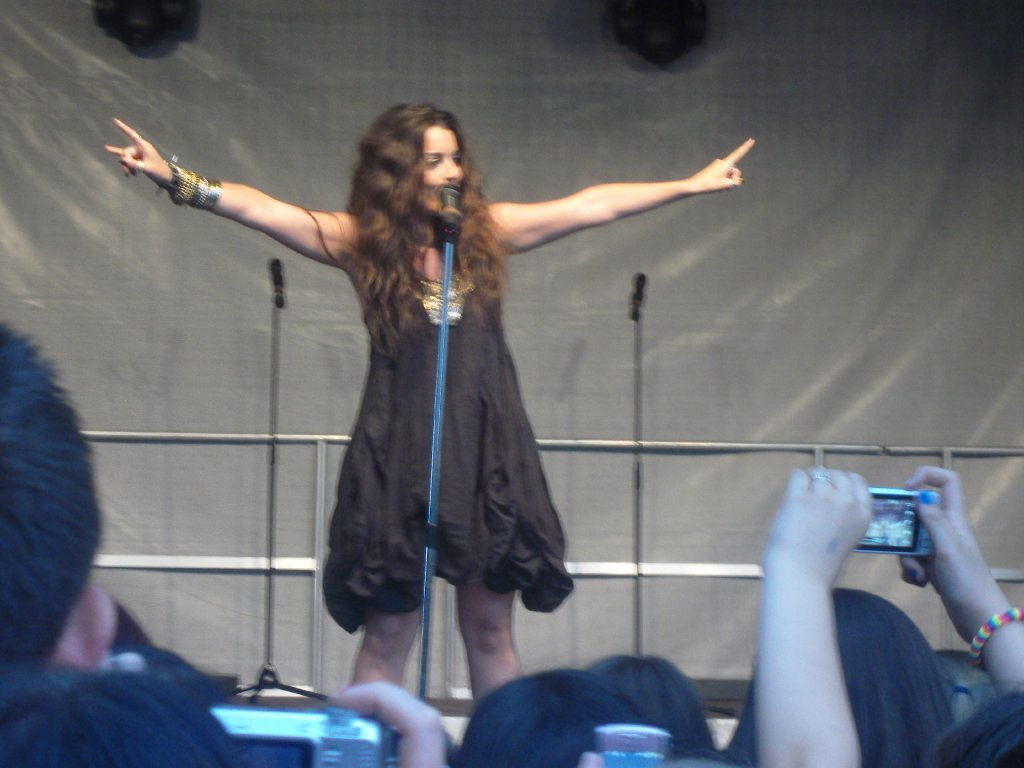
Ruth Lorenzo cantando en Escocia

A pesar de no contar con el apoyo de una discográfica, en 2011 publicó su primer sencillo oficial en solitario, «Burn», el 27 de junio en España y el 7 de agosto en el Reino Unido, mediante crowdfunding. El EP incluye el sencillo homónimo «Burn», el sencillo promocional «Eternity» y «Burn» (Acoustic Version), escritas por Francis Rodino (Caiyo) y publicadas también en su álbum Circles and Squares
En 2011, nació la banda de chicos Auryn. Siendo coautora de varias de las canciones de su primer álbum Enless Road 7058, incluyendo uno de los primeros sencillos del grupo, «Breathe in the Lights».
Ruth anunció que lanzaría The Raspberry Pattern, su álbum debut, de forma independiente y con una banda homónima a finales de ese mismo año, pero tras varios problemas de financiación el álbum nunca se llegó a lanzar.
En las Fiestas de Primavera de Murcia 2012, fue nombrada Doña Sardina tras actuar como telonera de los Mojinos Escozíos en su concierto del 13 de abril.
Durante este tiempo siguió ofreciendo conciertos en salas y auditorios de España, Irlanda y Reino Unido. En el verano de 2012 lanzó un sencillo de descarga gratuita, titulado «The Night», que se pudo conseguir a través de Facebook. En junio de 2013 fue lanzado oficialmente como su sencillo debut en Reino Unido. Así mismo, confirmó que estaba comenzando a trabajar en nuevo material para su primer álbum de estudio.
A mediados de noviembre de 2013 publicó en YouTube un adelanto de un nuevo tema llamado «Love Is Dead» y en diciembre de ese mismo año lo lanzó como sencillo en iTunes, Spotify, Play Store y otras plataformas digitales junto a la canción «Pain» como cara b bajo el sello de la discográfica británica independiente H&I Music.

### 2014: Festival de Eurovisión y reconocimiento

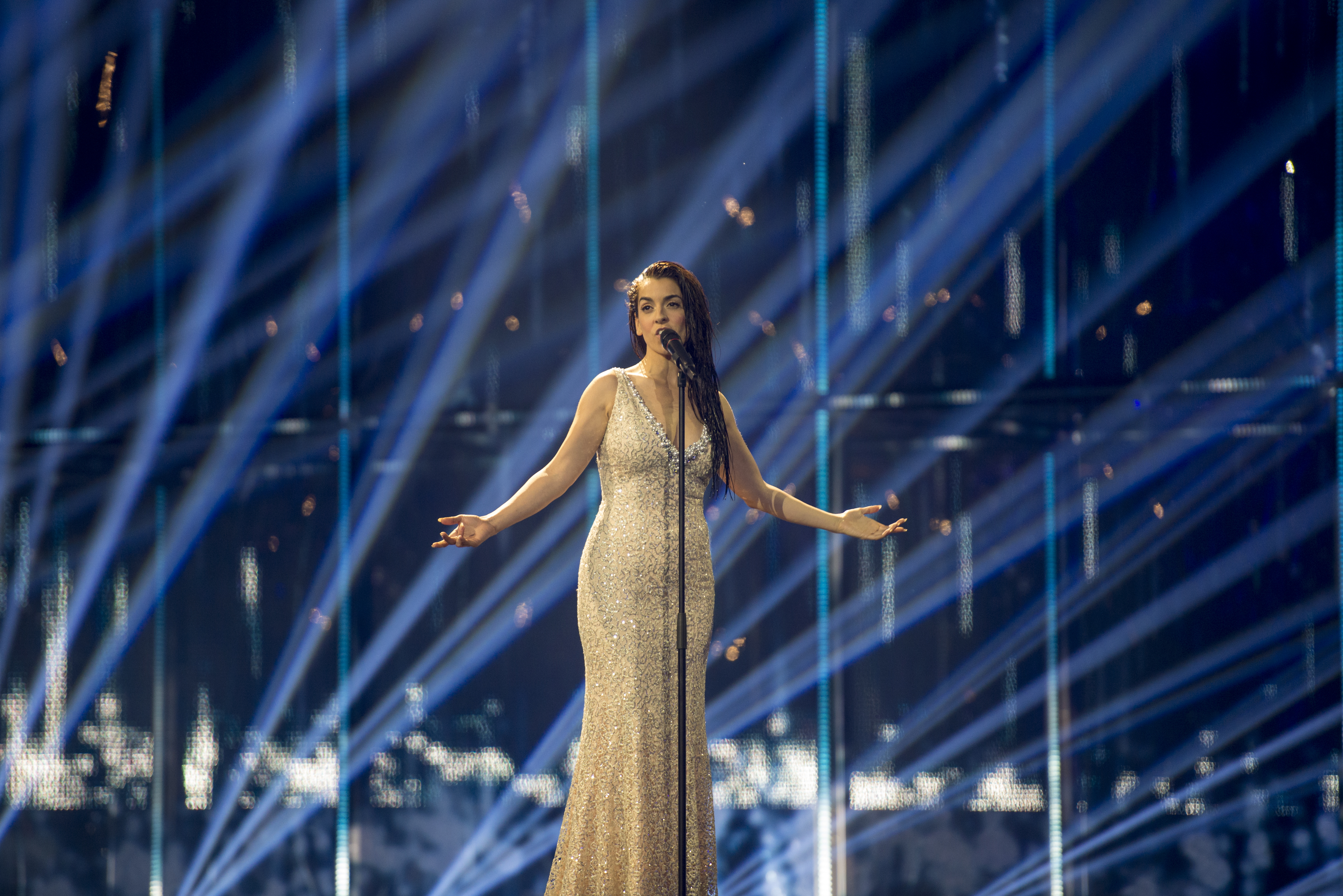
Ruth Lorenzo durante su actuación en el Festival de Eurovisión 2014.

Para el método de elección de la candidatura de España, véase Mira quién va a Eurovisión y para la edición del Festival, véase Festival de la Canción de Eurovisión 2014
El 20 de enero TVE hizo público que Ruth Lorenzo había sido elegida para participar en una preselección para elegir el representante de España en el Festival de la Canción de Eurovisión 2014. Esto se producía meses después de que webs especializadas realizaran un sondeo entre el público eurofan y jurados internacionales de 13 países para elegir el representante ideal de España en el festival, en la que Ruth Lorenzo terminó en segunda posición de entre una selección de cien artistas españoles. Después de anunciarse los nombres de los participantes de la preselección (Brequette Cassie, La Dama, Raúl, Jorge González y ella misma), Ruth partía como favorita para representar a España en Eurovision. Sin embargo, después que cada artista presentase su tema para el concurso, la competición se volvió muy interesante puesto que Brequette también obtuvo la aprobación y el apoyo de la gente y se convirtió en la otra favorita y máxima rival de Ruth.
En febrero presenta la canción «Dancing in the Rain», consiguiendo colocarse como número 1 de la lista de canciones más vendidas en iTunes España durante 3 horas en el mismo día de su lanzamiento (18 de febrero de 2014) y entrando en la séptima posición de la lista de las canciones más vendidas de la semana del 17 al 23 de febrero, elaborada por PROMUSICAE, siendo ésta la entrada más fuerte de la semana. El 22 de febrero de ese mismo año, Ruth participa con esta canción en la gala para elegir el representante español en Eurovisión (Mira quién va a Eurovisión) en La 1 de TVE. Tras empatar con Brequette en la primera posición, finalmente ganó gracias al voto del público (igual que se hace en Eurovisión), convirtiéndose así en la elegida para representar a España en el Festival de la Canción de Eurovisión 2014 con un 30,97% de los votos, frente al 27,40% que consiguió la segunda clasificada (Brequette).
Después de los últimos retoques de la canción, el 14 de marzo se estrenó el videoclip oficial de «Dancing in the Rain». El vídeo, dirigido por Paloma Zapata, comienza con un ambiente íntimo y de aspecto industrial, marcado por planos cerrados que sirven para presentar a su figura principal: Ruth Lorenzo. "Buscamos un entorno que transmitiera sensación de desasosiego, un espacio en ruinas. Queríamos hacer algo muy visual, artístico y experimentar con la imagen, romper con los estereotipos de lo que se suele hacer para Eurovisión, que suele tener una imagen más clásica y conservadora", explicó Paloma. En el videoclip, Ruth realiza una coreografía con el bailarín Giusseppe Di Bella.
En abril de 2014, en plena promoción para el festival de Eurovisión, Ruth Lorenzo lanzó una versión, llamada Only Eurolites, donde versionaba, acompañada por la guitarra de Daniel Gómez, temas ganadores de Eurovisión: «Satellite» (Alemania, 2010), «Only Teardrops» (Dinamarca, 2013), «Euphoria» (Suecia, 2012) y «La, la, la» (España, 1968), además de incluir alguna estrofa de «Dancing in the Rain».
Las apuestas de pago situaron la candidatura española entre los puestos 15 y 18. Sin embargo, gracias a su actuación en la sexta edición de Eurovision in Concert 2014 (evento promocional del festival, en el que actúan algunos de los artistas de los países participantes de ese año, y tiene lugar un mes antes de Eurovisión) que se celebró en Ámsterdam el 5 de abril, Ruth consiguió ascender hasta los puestos 10 y 11 en las apuestas. Más tarde, durante los ensayos, que se organizan la semana antes del festival, consiguió también el apoyo de la prensa acreditada, a la que sorprendió con sus actuaciones.
El 10 de mayo de 2014 se celebró la final del Festival de la Canción de Eurovisión 2014 en Copenhague, donde actuó en el decimonoveno lugar. Finalizó con 74 puntos, recibidos de 17 países, obteniendo mayor apoyo desde Suiza (8) y Albania (12). En cambio, cabe destacar la sorpresa de Portugal, que no otorgó ningún punto a la canción de Ruth. Empató en la novena posición con Dinamarca, pero la norma del concurso explica que en caso de empate prevalece el país votado por más países, así que ocupó la 10.ª posición, ya que Dinamarca fue votada por 18 países. Su actuación alcanzó una cuota de pantalla en TVE del 40,9%. Teniendo en cuenta el desglose del televoto y del jurado, habría terminado en la 11.ª posición por el jurado con 83 puntos y en la decimoquinta posición por el público con 41 puntos. Sin embargo, la combinación 50% jurado y 50% televoto le dio la 10.ª posición. Ruth declaró que estaría dispuesta a repetir la experiencia en 2017, tras haber realizado la gira con su disco. Además, que tenía la idea de hacer un dueto con su amiga y ganadora del concurso, Conchita Wurst. El resultado logrado por Ruth Lorenzo, representando a España en Eurovisión, es el mejor de la última década, junto al de Pastora Soler y Chanel Terrero.

### 2014-2016:Planeta azule incursión en la televisión

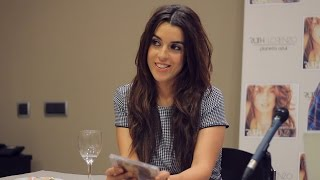
Lorenzo en la rueda de prensa de su disco Planeta azul.

A finales de 2013 confirmó que había firmado con una nueva discográfica, Roster Music. Estrenó nueva página web, logo y anunció que en 2014 se publicaría su primer álbum de estudio. El disco se llamó Planeta azul, y según declaraciones de la propia Ruth las canciones serían mayoritariamente en castellano.
En enero de 2014, preparando su vuelta al mercado musical español, lanzó varias versiones de éxitos como «La La La» de Naughty Boy y Sam Smith, «Royals» de Lorde, «Stay» de Rihanna o «Without You» de David Guetta, obteniendo un buen recibimiento por parte de la crítica y los medios especializados.[cita requerida]
El 13 de marzo de 2014, Ruth fue la artista invitada de la semifinal de la tercera edición de Tu cara me suena, donde imitó a Whitney Houston cantando la canción «I Have Nothing». También se habló sobre su elección para representar a España en Eurovisión, ya que Mónica Naranjo, jurado tanto de Tu cara me suena como de la gala en la que se eligió el representante español, prefirió la canción de Brequette a la de Ruth.
En agosto de 2014, Ruth voló hacia Estocolmo, Suecia, donde comenzó a grabar las canciones de su álbum Planeta azul, trabajando con el productor Chris Wahle. La producción del álbum se realizó entre Barcelona y Estocolmo.
El 15 de septiembre de 2014, Ruth fue invitada al segundo programa de Pequeños gigantes para participar en uno de los retos que se le proponen a los pequeños concursantes: cantar con ellos su «Dancing in the Rain» para que obtuvieran puntos extra. Tan solo una semana más tarde, el 25 de septiembre, fue invitada junto con su sobrina Rebecca a la tercera gala de Tu cara me suena mini, donde Ruth imitó la actuación de Sia con su canción «Chandelier» y Rebecca bailó la coreografía protagonizada por Maddie Ziegler.
El 29 de septiembre, Ruth anunció, mediante las redes sociales, el estreno, el 1 de octubre, del sencillo de su álbum, «Gigantes», en el programa Lo + 40 de Los 40 Principales. El sencillo salió a la venta el día 7 de octubre. Asimismo, anunció que su álbum debut, Planeta azul estaría disponible, en formato físico y digital, a partir del 27 de octubre, empezando ese mismo día la firma de discos en su ciudad natal (Murcia).
El 21 de octubre, estrenó dos temas nuevos llamados «Renuncio» y «Planeta azul» los cuales tuvieron éxito al llegar a ser cuarto y sexto en ITunes respectivamente, y un día después se estrenó el videoclip de «Gigantes» dirigido, de nuevo, por Paloma Zapata, y producido por La Fábrica Naranja. Una semana más tarde publicó «Rey de corazones» junto con Miguel Poveda.
El 27 de octubre, el disco se convirtió en su estreno en n.º 1 en iTunes España, en menos de una hora de su lanzamiento. También consiguió hacerse un hueco en las listas de iTunes de Irlanda, Suecia, Estonia, Colombia y Panamá.
El 13 de diciembre de 2014, la cantante anunciaba, en una gala benéfica del canal Boing de Mediaset España, que el segundo sencillo de su álbum debut sería «Renuncio».
Durante 2015, la cantante lanzó los videoclips de las canciones «Flamingos» y «Patito Feo», los que servirían de regalo a sus fanes y como promoción para su álbum. A finales de julio de 2015, Ruth anuncia que en octubre lanzará Planeta azul: edición especial, una nueva edición de su disco que contiene varias canciones inéditas en inglés como «Flamingos», «Patito Feo», «Unbreakable», «99», «Impossible», «Londres» y las colaboraciones de Daniel Diges, Xuso Jones y Miguel Poveda.

#### Participaciones en medios de comunicación y certámenes
Desde enero hasta marzo de 2015 formó parte del jurado del concurso de talentos de Telecinco, Levántate. Durante julio y agosto fue jurado del concurso de talentos CazaStars, dentro del programa Cazamariposas de Telecinco.
Además, Ruth Lorenzo y Roko han sido las encargadas de poner voz a la cabecera del programa Cámbiame Premium. La canción es una versión de "Mi gran noche", de Raphael. También ha participado activamente en varios programas: Levántate, Sálvame, Qué tiempo tan feliz, Cazamariposas, Insuperables, Amigas y conocidas, Cámbiame, Viajando con chester, etc. haciendo promoción de sus sencillos y actuando en directo.
También ha sonado en repetidas ocasiones en radios de cierta popularidad en España, cómo los 40 Principales y participado en eventos de dicha emisora y de otras como la Cope, Cadena 100 o Canal Fiesta y en el programa de radio VodafoneYu en varias ocasiones.
El 30 de julio se filtró la noticia de que dejaba Telecinco y participaría en el programa de Antena 3, Tu cara me suena, del cual será concursante en su cuarta edición. Horas después, se confirmaría la noticia, y ella misma lo hacía público en las redes sociales. En enero de 2016, visitó El Hormiguero de Pablo Motos, junto a Edu Soto, compañero de Tu cara me suena, y Àngel Llàcer, profesor y jurado de Tu cara me suena.
En 2015 Ruth Lorenzo participó en festivales de relevancia, como el Starlite Festival de Marbella.
En 2016 acudió como invitada al programa televisivo ''Late Motiv'' de Andreu Buenafuente, donde interpretó la canción «My Heart Will Go On» en 7 estilos diferentes. El 6 de febrero de 2016 participó en el homenaje a los fruteros en su día organizado por Val Venosta cantando en directo en 'El Mercado de la Paz'. 
La cantante, además, ha realizado varias entrevistas y reportajes en diversas revistas españolas como Diez minutos y ¡Hola!.

#### Planeta Azul: edición especialy gira
El 3 de agosto de 2015 hizo públicas las fechas de su primera gira por España llamada Gira Planeta Azul. La edición especial del primer álbum de la cantante, denominado Planeta azul: edición especial, fue lanzada el 16 de octubre y entró directamente al top 3 de ventas en España.
«99» es el primer sencillo de Planeta azul: edición especial. El tema, en inglés y con un sonido internacional, ha sido escrito por la murciana junto con Chris Wahle y Andreas Öhrn. «99» salió a la venta el 28 de agosto y alcanzó el número 1 en iTunes con la preventa. El videoclip ha sido grabado entre Alicante y Formentera.
En noviembre de 2015, participó en una gala benéfica contra el cáncer de la 'Asociación Afadeca'. Ruth Lorenzo fue nombrada la madrina de la gala.

#### Tu cara me suena 4
La primera gala de Tu cara me suena se emitió el 18 de septiembre de 2015, resultando ganadora Ruth Lorenzo (de esta primera gala) gracias a su imitación de Lady Gaga (con The Edge of Glory). A lo largo de todo el concurso destacó con otras imitaciones, como Montserrat Caballé, Sinéad O'Connor, Tina Turner, Marilyn Manson, Jessica Rabbit (¿Quién engañó a Roger Rabbit?) y Conchita Wurst, entre otros. Respecto a esta última, la propia Conchita, que es amiga de Ruth Lorenzo desde el festival de Eurovisión, dio el visto bueno a la imitación.
El 15 de enero de 2016 tuvo lugar la primera semifinal (primera gala en directo) y resultó con Ruth Lorenzo como ganadora gracias a su imitación de Pink (con «Glitter in the Air»). En la primera semifinal, quién obtuviera mayor cantidad de puntos se convertiría en primer finalista en la final de Tu cara me suena. Al ganar la semifinal e ir primera en la lista de clasificación, Ruth se convirtió en la primera finalista del programa. Los 3000 euros que Ruth Lorenzo ganó en las galas donde resultó como la ganadora, fueron donados a la 'Asociación Afadeca'. Gracias a estas donaciones, se inauguró una sala de aislamiento infantil en la Unidad de Oncología Infantil para niños ingresados en el Hospital Clínico Universitario Virgen de la Arrixaca (Murcia).
Finalmente, el 29 de enero de 2016 fue la gran final de Tu cara me suena 4, en la cual, resultó ganadora con un total del 47% del público y con la gran imitación a Jennifer Hudson y su canción «And I Am Telling You I'm Not Going», convirtiéndose así en la ganadora de la cuarta edición del famoso concurso televisivo. Ruth consideró injusto que ella fuese la única que donase el premio final de 30.000 euros, así que los repartió entre todos sus compañeros, ya que pensó que todos eran ganadores.

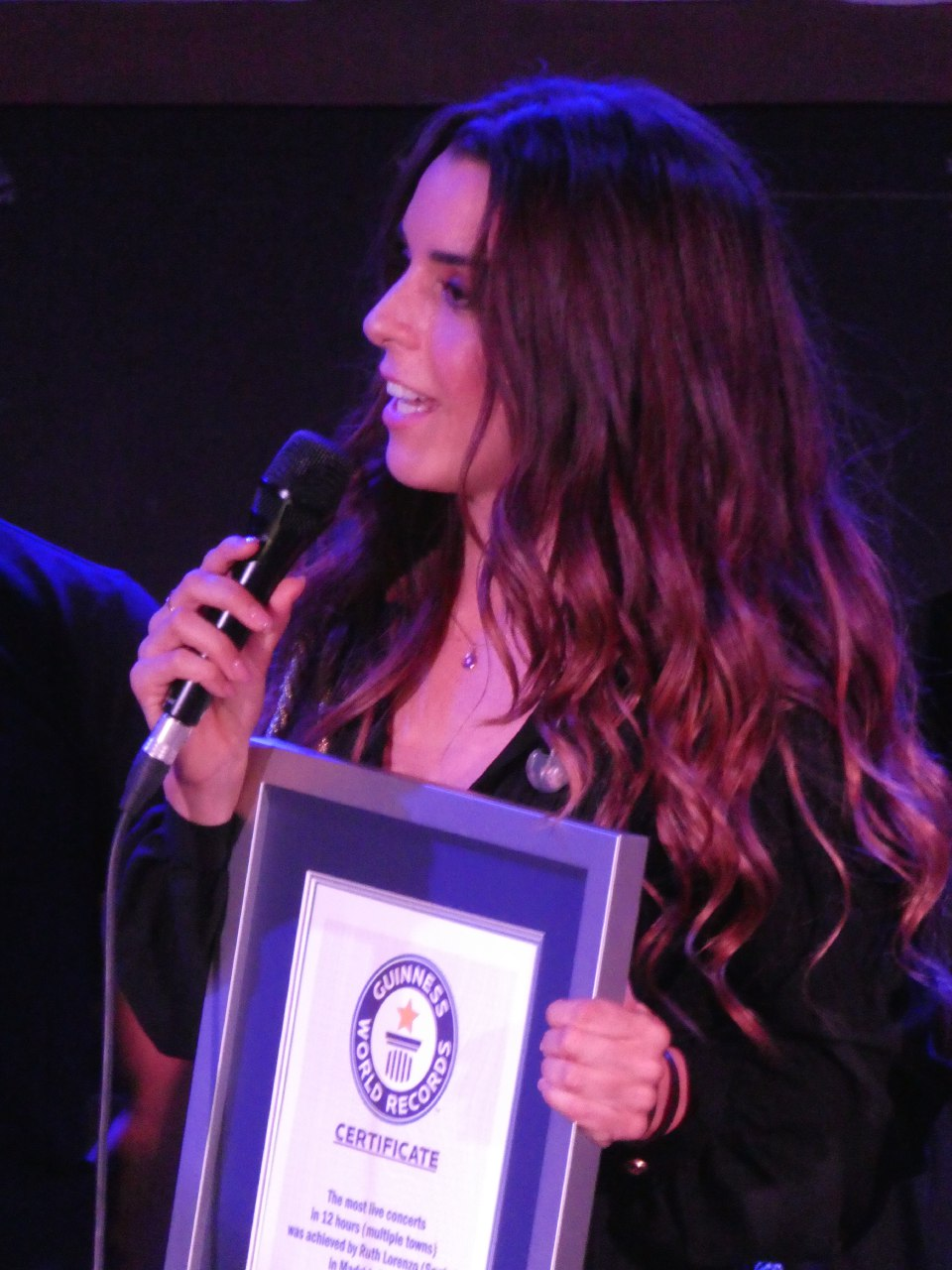
Ruth Lorenzo recoge el certificado de Guinnes World Records

#### Tour Voces
Tras un pequeño descanso, en el que la artista decidió tomarse un tiempo y retirarse de la televisión para centrarse en la música, viajando y preparando su nuevo álbum en Berlín, Estocolmo, Madrid, Barcelona y Londres, anunció que a partir del mes de noviembre de 2016 realizaría una nueva gira de cinco conciertos denominada Tour Voces, que incluyó las ciudades de: Madrid (Sala Joy Eslava, 18 de noviembre de 2016), Barcelona (Sala Barts, 19 de noviembre de 2016), Sevilla (Teatro Lope de Vega, 5 de diciembre de 2016), Valencia (Espai La Rambleta, 9 de diciembre de 2016) y Murcia (Auditorio Víctor Villegas, 17 de diciembre de 2016). Esta gira fue patrocinada por la marca 'Inside'.
El 14 de mayo formó parte del programa "Objetivo Eurovisión" para debatir sobre las posibilidades de los rivales y hablar sobre Eurovisión 2016.
En septiembre de 2016 la cantante anunció que el 19 de octubre Día Mundial Contra el Cáncer de Mama iba a intentar batir un récord mundial para recaudar fondos y concienciar sobre la causa, ofreciendo en 12 horas ocho conciertos en ocho ciudades españolas bajo el nombre de "Un Récord Por Ellas". Finalmente, logró su propósito, siendo certificado in situ por una juez oficial de Guinness World Records.

### 2017-2019: Proyectos empresariales yLoveaholic
Antes de la publicación de su segundo disco, Ruth Lorenzo colaboró en la realización de una versión del tema «¿A quién le importa?» de Alaska, con motivo del World Pride Madrid 2017, donde, además de la propia Alaska y Ruth Lorenzo, participaron otros cantantes como Marta Sánchez, Rosa López, Vicky Larraz, La Terremoto de Alcorcón, Soraya Arnelas y Nancys Rubias, entre otros.
Tras una larga espera, Ruth Lorenzo finalmente anunció mediante las redes sociales, que su esperado segundo álbum de estudio, Loveaholic, sería publicado a comienzos de 2018. De este segundo trabajo discográfico ya conocíamos "Moscas muertas", que fue interpretada por primera vez en el Tour Voces.
El 29 de septiembre de 2017, Lorenzo anunció que el primer sencillo de Loveaholic se titularía «Good Girls Don't Lie» y saldría a la venta el 13 de octubre del mismo año. Se estrenó el día 11 de octubre en el programa "Lo Más 40" de Los 40 (España), saliendo a al venta oficialmente el 13 de octubre de 2017 a las 00:00h, convirtiéndose a los pocos minutos en el n.º 1 en ventas de las principales plataformas de ventas digital, como son iTunes, Google Play Music y Amazon. Dicho estreno fue acogido, además, con varias tendencias en Twitter durante el fin de semana de lanzamiento, siendo radiado el sencillo en las principales emisoras del país. Poco después, fue anunciada la gira de conciertos para 2018 denominada The Loveaholic Tour.
Tras haber rechazado en el pasado la oferta millonaria de Virgin EMI Records, haber publicado con el sello independiente H&I Music Ltd., haber estado representada por Roster Music desde 2013 y haber publicado su sencillo benéfico con Universal Music; en 2017 decidió crear su propio sello discográfico, Raspberry Records, bajo el que lanzó su segundo trabajo discográfico en 2018.
Mediante un directo en Periscope, Ruth Lorenzo anunciaba que uno de los proyectos que saldrían a la luz durante los últimos meses de 2017 sería su propia marca de ropa, llamada 'White Lion' en honor al nombre que reciben sus fanes (leones).[cita requerida]
Previo al lanzamiento de su disco Loveaholic, lanza varios sencillos contenidos en el mismo, uno a la semana. También comienza su gira Loveaholic Tour. En una semana Loveaholic entra entre los nueve discos más vendidos en España
En marzo del mismo año, formó parte del jurado internacional en el programa The voice of Germany de Alemania en el que se buscaba la candidatura de ese país al festival de Eurovision 2018.
Durante todos los miércoles de diciembre Ruth interpretó a Dios en el musical de Javier Calvo y Javier Ambrossi, La Llamada; su participación se alargaría durante el mes de enero y participaría en ocasiones especiales durante la gira de este musical.
Ese mismo año participa en la grabación del Tema "Amor Amar" de 
Camilo Sesto, canción que fue incorporada en el álbum sinfónico del fallecido artista hispano. En aquel trabajo, además de Lorenzo, colaboran cantantes como Marta Sánchez, Pastora Soler y Mónica Naranjo.
El 31 de diciembre fue la encargada de presentar las Campanadas de Canarias para Televisión Española junto a Miguel Ángel Guerra. El 29 de marzo de 2019, formó parte del cartel del Festival Mil·leni de Barcelona en el Teatro Coliseum consiguiendo vender todas las entradas disponibles.
Participa en el programa de televisión de La Sexta Viajeras con B. El 28 de junio, publicó el que sería su décimo sencillo en su carrera, titulado Underworld y que alcanzó el número uno en iTunes España, posteriormente el 10 de julio se estrenó el videoclip dirigido por Pablo H. Smith y producido por The Panda Bear Show. Durante el verano de 2019 forma parte de la gira de La Llamada como Dios.
A finales de septiembre se da a conocer que es una de las cantantes con las que Televisión Española está teniendo conversaciones para representar a España en Eurovisión 2020.[cita requerida]
Durante un directo a través de su cuenta de Instagram anunció que durante septiembre y octubre comenzaría a grabar su próximo trabajo discográfico, para ello se trasladó a Ámsterdam.[cita requerida] En noviembre, participó interpretándose a sí misma como una de las "secuestradas" en El gran secuestro para Playz.
El 31 de diciembre volvió a presentar por segundo año consecutivo las Campanadas de Canarias para Televisión Española, esta vez junto a Roberto Herrera. La emisión fue líder de la noche con un 33,8% de porcentaje de audiencia, y se convirtió en el espacio más visto del mes de diciembre.[cita requerida]

### 2020-2025:Crisáliday trabajos como presentadora
En junio de 2020 se anuncia el lanzamiento de Miedo, presentación del álbum Crisálida que verá la luz en 2021.
Durante la cuarentena en España, Ruth emocionó con una actuación en directo desde el balcón de su casa que se convertiría en noticia a nivel nacional y a través de redes sociales.
En septiembre del mismo año vuelva a colaborar con la Orquesta Sinfónica de la Región de Murcia, esta vez como voz principal del tema Imagina de Andrés Meseguer subido a redes sociales. A mediados de enero de 2021, se anuncia la participación de la cantante como asesora en Veo cómo cantas, el nuevo programa de la cadena de televisión español Antena 3
El 18 de enero el programa radiofónico Tarde lo que tarde de RNE estrena la sección "Si fuera una canción" con Ruth Lorenzo como colaboradora.
El 29 de enero se publica Crisálida, el segundo sencillo y videoclip homónimo del próximo disco de la artista Lorenzo ficha como asesora en el programa de Antena 3 "Veo cómo cantas", acompañada de El Monaguillo, Josie y Ana Milán, en el que tratan de adivinar si los concursantes son cantantes o impostores. 
En septiembre de 2022, Ruth Lorenzo comienza su aventura como concursante de MasterChef Celebrity 7. En enero de 2023, se confirma como una de las presentadoras del nuevo talent musical de RTVE llamado Cover night, junto a Ana Guerra y Abraham Mateo.
Se anuncia la publicación de su EP La reina que contiene cuatro canciones: Libre, Reina, Tú y Woman. En diciembre de 2023, Lorenzo fue confirmada como presentadora junto con Marc Calderó y Ana Prada de la tercera edición del Benidorm Fest 2024. En junio de 2024, se anunció como la presentadora del nuevo talent show de La Sexta llamado El Piano en el que colaborará con Mika y Pablo López
El 15 de enero de 2025, se anunció que Ruth Lorenzo repetiría como presentadora del Benidorm Fest,  acompañada este año de Paula Vázquez y Inés Hernand.

## Discografía completa
| Álbumes de estudio - 2014: Planeta azul - 2018: Loveaholic - 2020: Crisálida - 2025: Black sheep EPs - 2011: Burn - 2013. The Night - 2013: Love is dead - 2014. Dancing in the rain - 2023: La reina | Como compositora - 2011: Into the light para Auryn - 2013: Coz you're beautiful para Dannii Minogue. - 2015: Te veo para Daniel Diges - 2018: Drinkin' like I'm sober para Marina Jade - 2022: Storm para Floor Jansen |

## Filmografía

### Programas de televisión
| Año                                              | Título                           | Cadena            | Notas           |
| ------------------------------------------------ | -------------------------------- | ----------------- | --------------- |
| 2014; 2016 – 2019                                | Tu cara me suena                 | Antena 3          | Invitada        |
| 2015; 2017; 2019                                 | Zapeando                         | LaSexta           | Invitada        |
| 2015                                             | Levántate                        | Telecinco         | Jurado          |
| 2017; 2021                                       | Tu cara me suena                 | Antena 3          | Jurado suplente |
| 2016                                             | El hormiguero                    | Antena 3          | Invitada        |
| 2016                                             | Late motiv                       | #0                | Invitada        |
| 2018 – 2020                                      | Campanadas de fin de año         | RTVE Canarias     | Presentadora    |
| 2019                                             | El gran secuestro                | Playz             | Protagonista    |
| 2020                                             | Operación Triunfo 2020           | La 1              | Jurado invitada |
| 2020                                             | Samanta y la vida de...          | Cuatro            | Invitada        |
| 2020 – 2021                                      | Veo cómo cantas                  | Antena 3          | Asesora fija    |
| 2021                                             | La resistencia                   | #0                | Invitada        |
| 2022                                             | Benidorm Fest 2022               | La 1              | Invitada        |
| 2022                                             | Drag Race España                 | Atresplayer       | Jurado invitada |
| 2023                                             | MasterChef Especial Navidad      | La 1              | Invitada        |
| 2023                                             | Plan de tarde                    | La 1              | Invitada        |
| 2023                                             | Cover Night                      | La 1              | Presentadora    |
| 2023                                             | MasterChef 11                    | La 1              | Invitada        |
| 2024                                             | Benidorm Fest 2024               | La 1              | Presentadora    |
| Festival de la Canción de Eurovisión Junior 2024 |                                  | La 1              | Presentadora    |
| El piano                                         | LaSexta                          |                   | Presentadora    |
| Mask Singer: adivina quién canta                 | Antena 3                         | Cantante invitada |                 |
| 2025                                             | Mask Singer: adivina quién canta | Antena 3          | Jurado          |

#### Como participante
| Año         | Título                                    | Cadena   | Resultado     |
| ----------- | ----------------------------------------- | -------- | ------------- |
| 2014        | Mira quién va a Eurovisión                | La 1     | Ganadora      |
| 2014        | Festival de la Canción de Eurovisión 2014 | La 1     | 10.ª posición |
| 2015 – 2016 | Tu cara me suena 4                        | Antena 3 | Ganadora      |
| 2022        | MasterChef Celebrity                      | La 1     | 3.ª expulsada |

Radio
- 2021: Si fuera una canción - Colaboradora (RNE)
- 2021: Tarde lo que tarde - Colaboradora (RNE)

## Giras musicales y conciertos
Giras
- 2009 : X-Factor UK Tour
- 2013: Celebrities On Ice[78]
- 2015 : Gira Planeta Azul
- 2016 : Tour Voces
- 2018 : The Loveaholic Tour
- 2023 : Gira La Reina

Conciertos
- 2016 : Un Récord Por Ellas

## Premios y nominaciones
| Año  | Categoría                                                                    | Premio                                                             | Resultado       |
| ---- | ---------------------------------------------------------------------------- | ------------------------------------------------------------------ | --------------- |
| 2008 | Mujer más sexy en un reality show                                            | Digital Spy                                                        | Nominada        |
| 2008 | Mejor concursante en un reality show                                         | Digital Spy                                                        | Nominada        |
| 2008 | Mejor momento en un reality show (por cantar «Purple Rain» en el Bottom Two) | Digital Spy                                                        | Nominada        |
| 2008 | The X Factor - Over 25                                                       | Over 25                                                            | Ganadora        |
| 2009 | Mejor sencillo británico (Finalistas del X Factor 2008 — «Hero»)             | Brit Awards                                                        | Nominada        |
| 2014 | Gala para elegir representante de España en el Festival de Eurovisión 2014   | MQVAE (TVE)                                                        | Ganadora        |
| 2014 | 'Hechicero' - Mejor canción original para banda sonora                       | Premios Goya                                                       | Preseleccionada |
| 2015 | "Hechicero" - Mejor canción en Documental                                    | Hollywood Music Awards in Media                                    | Nominada        |
| 2015 | Ruth Lorenzo - Mejor Cantante                                                | Premio de la Escuela Superior de Artes Escénicas de Málaga (ESAEM) | Ganadora        |
| 2016 | Ruth Lorenzo - Concursante                                                   | Tu cara me suena 4                                                 | Ganadora        |
| 2016 | Ruth Lorenzo - cantante                                                      | 40 principales                                                     |                 |
| 2016 | Un Récord Por Ellas                                                          | El libro Guinness de los récords                                   | Ganadora        |
| 2018 | Mejor directo Nacional                                                       | Premios Yudeo 2018                                                 | Ganadora        |
| 2018 | Mejor carátula nacional "Loveaholic" de Juanka Campos                        | Premios Yudeo 2018                                                 | Ganadora        |
| 2018 | Bop del Año por "Good Girls Don't lie"                                       | Premios Yudeo 2018                                                 | Ganadora        |
| 2018 | Mejor grabación solista por "Good Girls Don't Lie"                           | Premios Yudeo 2018                                                 | Ganadora        |
| 2018 | Mejor Álbum Nacional "Loveaholic"                                            | Premios Yudeo 2018                                                 | Ganadora        |
| 2020 | Artista del año                                                              | Premios MIN 2020                                                   | Candidata       |
| 2020 | Mejor canción por "Underworld"                                               | Premios MIN 2020                                                   | Candidata       |
| 2020 | Mejor producción musical por "Underworld"                                    | Premios MIN 2020                                                   | Candidata       |
| 2020 | Mejor videoclip por "Underworld"                                             | Premios MIN 2020                                                   | Candidata       |